# Вилан
Вилани су били средњовековни сељаци који, за разлику од отрока, нису били везани за земљу.

## Положај
Текстови о положајима вилана и отрока мало су јасни и слабо се јављају код средњовековних хроничара. Још на почетку феудалне епохе постојао је сталеж слободних сељака. Они су са баштиником склапали уговор о уступању баштиникове земље пољопривредном раднику. За разлику од отрока који је неопозиво везан за земљу, вилан је има право напустити. Отроци, потомци некадашњих робова, подвргнути су гоњењу приликом покушаја бега, а вилани нису. Разлика је била више теоријска него практична, с обзиром да вилани нису напуштали земљу. 